# شهرستان هسکل (تگزاس)
شهرستان هسکل، تگزاس (به انگلیسی: Haskell County, Texas) یک سکونتگاه مسکونی در ایالات متحده آمریکا است که در تگزاس واقع شده‌است.

## خصوصیات
شهرستان هسکل ۲٬۳۵۶٫۹ کیلومترمربع مساحت دارد.